# Islamic Relief USA
Islamic Relief USA (IRUSA) — находящееся в Александрии (Вирджиния) некоммерческое гуманитарное агентство и член международной организации Islamic Relief. В дополнение к международной помощи при стихийных бедствиях и разработке инициатив, Islamic Relief USA на территории США спонсируют и финансируют проекты от ликвидации чрезвычайных ситуаций до помощи американским бездомным и поддержке тех, кто не может позволить себе базовое медицинское обслуживание. Кроме главного офиса в Вирджинии, у IRUSA есть региональные отделения в Калифорнии, Иллинойсе, Нью-Джерси и Техасе.
В 2005 году IRUSA помогли пострадавшим от урагана Катрина, обеспечив более чем $2 миллионную поддержку и послав рабочих, чтобы распределять помощь и определить потребности пострадавших.
В течение исламского святого месяца Рамадана IRUSA приглашает на «День Достоинства», где волонтеры распределяют еду, медицинскую помощь, гигиенические комплекты, одеяла, одежду и остальное для бездомных и нуждающихся людей по всей стране (США).
При землетрясении на острове Ява в 2006 году, которое ударило по Индонезии, IRUSA в партнерстве с церковью Иисуса Христа Святых последних дней пожертвовала предметы первой необходимости на сумму в $1,6 миллиона.
В 2009 Charity Navigator в шестой раз присвоил IRUSA четырёхзвездочный рейтинг, поместив их в топ 2,25 процентов всех благотворительных учреждений в стране.
В октябре 2010 Islamic Relief USA и en:Equal Exchange запустили проект «The Islamic Relief USA Fair Trade Project».